# Molophilus (Molophilus) ternarius
Molophilus (Molophilus) ternarius is een tweevleugelige uit de familie steltmuggen (Limoniidae). De soort komt voor in het Neotropisch gebied.